# Quận 3
Quận 3 (Nederlands: District 3) is een van de negentien districten van de gemeente Ho Chi Minhstad. Quận 3 ligt in het centrum van Ho Chi Minhstad.
Station Sài Gòn is het grootste en drukste station van Vietnam en staat in Quận 3.

## Bestuurlijke eenheden
Quận 3 is onderverdeeld in meerdere bestuurlijke eenheden. Doordat Quận 3 een landelijk district is, is het district onderverdeeld in Phường. Dit zijn er twaalf in totaal.
- Phường 1
- Phường 2
- Phường 3
- Phường 4
- Phường 5
- Phường 9
- Phường 10
- Phường 11
- Phường 12
- Phường 13
- Phường 14
- Võ Thị Sáu (voormalig Phường 6, Phường 7 en Phường 8)